# Кобзаренко, Валерий Николаевич
Валерий Николаевич Кобзаренко (род. 5 февраля 1977, Киев) — украинский шоссейный велогонщик, выступавший на профессиональном уровне в период 2002—2013 годов. Бронзовый призёр чемпионата Украины в групповой гонке, победитель и призёр ряда крупных соревнований на шоссе, участник гонок высшей категории и мирового тура. Ныне — тренер по велоспорту.

## Биография
Валерий Кобзаренко родился 5 февраля 1977 года в городе Белая Церковь Киевской области Украинской ССР. Проходил подготовку в местной секции под руководством О. С. Емельянович, учился в Школе-интернате олимпийского резерва, затем был подопечным В. П. Воронова.
Впервые заявил о себе 1996 году, выиграв генеральную классификацию многодневной гонки «Тур де Рибас». Год спустя занял на аналогичных соревнованиях второе место, уступив Юрию Метлушенко.
В 1999 году принял участие в многодневной гонке высшей категории «Тур Люксембурга», заняв в генеральной классификации шестое место.
На шоссейном чемпионате Украины 2000 года завоевал награду бронзового достоинства в зачёте групповой гонки, пропустив вперёд только Владимира Думу и Владимира Густова.
В 2002 году в качестве стажёра присоединился к итальянской профессиональной команде Acqua e Sapone-Cantina Tollo, а затем в 2004—2005 годах состоял в Acqua & Sapone-Caffè Mokambo. В этот период отметился выступлениями на таких престижных гонках как «Джиро дель Пьемонте», «Джиро дель Трентино», Euskal Bizikleta, «Вуэльта Каталонии», «Джиро дель Лацио», «Милан — Турин», «Тур Лангкави», «Дварс дор Фландерен», «E3 Приз Фландрии», «Рут-дю-Сюд», «Вуэльта Бургоса» и др.
В 2006 году перешёл в американскую команду Navigators Insurance, где провёл два последующих сезона. Наиболее значимое достижение в этот период — победа на одном из этапов и в генеральной классификации гонки «Тур де Бос» в Канаде. Помимо этого, были выступления на «Туре Калифорнии», Rund um den Henninger Turm Frankfurt, «Тур Даун Андер», «Международная неделя Коппи и Бартали», «Дварс дор Вест-Фландерен», «Тур Джорджии», «Тур Ирландии», «Тур Миссури» и пр.
Затем в период 2008—2011 годов Кобзаренко представлял другую американскую команду Type 1. В дебютном сезоне в новом коллективе одержал победу на «Туре Сомервилла». Выступал в это время преимущественно на территории Северной Америки, из гонок высшей категории проехал «Международный чемпионат Филадельфии по велоспорту», «Тур Калифорнии», «Тур озера Цинхай», «Президентский велотур Турции», «Париж — Брюссель», «Гран-при Фурми», «Тур Вандеи», «Париж — Тур». Принял участие в «Туре Швейцарии».
Сезон 2012 года провёл в команде Uzbekistan Suren, затем в 2013 году представлял киевскую континентальную команду Kolss Cycling Team. Одержал победу в прологе «Тура Румынии» (командная гонка с раздельным стартом), выступил на нескольких крупных гонках в России: «Гран-при Сочи», «Гран-при Адыгеи», «Пять колец Москвы».
Окончил Национальный университет физического воспитания и спорта Украины. После завершения спортивной карьеры занялся тренерской деятельностью, работает тренером-преподавателем в «Центре адаптивного спорта» Тульской области, занимает должность старшего тренера сборной команды России по велоспорту (тандем-трек).